# Helichrysum purdiei
Helichrysum purdiei là một loài thực vật có hoa trong họ Cúc. Loài này được Petrie. mô tả khoa học đầu tiên.